# Maroua II
Maroua II (Maroua 2e) est une commune d’arrondissement de la communauté urbaine de Maroua, département du Diamaré dans la région de l’Extrême-Nord Cameroun. Elle a pour chef-lieu le quartier de Doualaré.

## Histoire
L’espace de la commune d’arrondissement de Maroua 2e existait bien avant la période précoloniale, sa dénomination prend effet par le décret N° 2007/117 du 24 avril 2007 à la suite d’éclatement de la communauté urbaine de Maroua en trois communes d’arrondissement.

## Géographie
La commune d’arrondissement de Maroua 2e est constituée de deux parties: la zone rurale constituée de 14 villages et zone urbaine composée de 15 quartiers. Elle s’étend sur une superficie de 4 282 ha sur la rive nord du Mayo Kaliao affluent du Mayo-Tsanaga , elle est limitée au Sud par la commune de Maroua 1er, à l’Est par la commune de Maroua 3e et de Pétté, au Nord-Est par la commune de Mora et de Tokombéré et au Nord-Ouest et à l’Ouest par la commune de Mérie.
| Meri     | Maroua III | Maroua III |
| Meri     | Maroua II  | Maroua III |
| Maroua I | Maroua I   | Maroua I   |

### Le climat
Le climat dans cette localité est tropical du type soudano-sahélien. Il pleut en moyenne 700 millimètres par an. Les précipitations se concentrent entre les mois de juin et septembre, la saison de pluie dure trois (03) mois tandis que la saison sèche dure neuf (09) mois, elle est rude et sèche. Les températures varient ; elles sont d’ordre de 25°C en saison de fraicheur, de 30°C en saison pluvieuse et culminant 45°C en périodes de forte chaleur. Les vents dominants dans cette localité sont : la mousson de direction Ouest-Est, il souffle de mai à septembre et l’harmatan, vent chaud et sec, il souffle du nord vers le sud à partir du mois d’octobre jusqu’à avril.

### Le relief et les sols
- Le relief présente quelques particularité dans cette commune, il est relativement plat par endroit, il présente des formations rocheuses et parsemé de zones montagneuses recouvertes de pierres.

- Les sols dans cette localité sont à base des granites discordants ou alcalins et des alluvions. Ils sont généralement de type sédimentaire, la texture de ces sols varie de sableux à argileux[2].

## Population
Selon le dernier recensement général de la population et de l'habitat (RGPH) en 2005, la population de cette commune est évaluée à 108 902 habitants dont 54538 hommes et 54364 femmes, 74 136 habitent en zone urbaine, 34 766 en zone rurale. Plusieurs ethnies vivent en symbiose dans cette localité, les ethnies majoritaires sont les Peuhls, les Guiziga, les Mofou, les Bornoua et les Haoussas, l’organisation sociale de cette localité est bâtie autour des chefferies traditionnelles.

## Chefferies Traditionnelles
La commune d’arrondissement de Maroua 2e compte cinq (05) chefferies traditionnelles de 3e degrés reconnus par le ministère d’administration territorial, ces chefferies sont placées sous tutelle du lamidat de Maroua, structure traditionnelle de 1er degré. L’intermédiation entre la population de cette localité et l’administration est le rôle de ces chefferies traditionnelles pendant la période coloniale. 
| Groupement du canton | N°  | Dénomination de la chefferie |
| -------------------- | --- | ---------------------------- |
| Lamidat de Maroua    | 105 | Doualaré I                   |
| Lamidat de Maroua    | 106 | Gadamahol 2                  |
| Lamidat de Maroua    | 107 | Lopéré                       |
| Lamidat de Maroua    | 108 | Mayel Ibbé                   |
| Lamidat de Maroua    | 109 | Nassarao                     |

## Économie
Il y a une multitude activités économiques dans la commune de Maroua 2e. Ces activités sont diversifiées dans plusieurs secteurs. Les principales reposent sur trois secteurs (primaire, secondaire et tertiaire) repartis comme suit:

### L'agriculture et le commerce
L’activité économique dans cette localité est basée sur l’agriculture. Elle porte principalement sur les cultures vivrières (sorgho de saison de pluie, sorgho de contre-saison, arachide, sésame, niébé, etc.), les cultures de rentes (oignon, maïs, coton), les tubercules (patates, manioc) et quelques fruitiers. Les produits de cette activité sont destinés à l'autoconsommation et à la commercialisation. 
Le commerce est aussi l’une des principales activités dominantes dans cette ville, des nombreuses boutiques parsemées le long des routes dans différents quartiers tels que Kakataré, Diguirwo et autres. Cette commune abrite le plus grand marché de la ville de Maroua, il existe aussi des marchés périodiques tels que le marché de Founangué et le marché de Loumo Babba.

### L'élevage et l'artisanat
Les bovins, les ovins et les caprins sont les races élevées dans celle localité, l'élevage de gros bétail est généralement l'affaire des hommes. Cette commune dispose de deux parcs vaccinogènes, de trois CZTV et de trois aires d'abatage. Bien que le secteur de l'artisanat reste peu structuré, ce secteur est en plein essor dans cette localité. On y trouve des tanneurs, des maroquinières, des forgerons et des potiers.

## Structures administratives de la commune
La commune d'arrondissement de Maroua 2e est dirigé par un maire. 
| Période   | identité                | Parti |
| --------- | ----------------------- | ----- |
| 2020-2025 | Abdoulaye Sinele        | FSNC  |
| 2013-2020 | Abdoulaye Yerima Bakari | RDPC  |
| 2007-2013 | Abdoulaye Yerima Bakari | RDPC  |